# Polonia ai XXIII Giochi olimpici invernali
La Polonia ha partecipato ai XXIII Giochi olimpici invernali, che si sono svolti dal 9 al 28 febbraio 2018 a PyeongChang in Corea del Sud, con una delegazione composta da 62 atleti più una riserva nel bob.

## Medaglie
| Riepilogo quotidiano | Riepilogo quotidiano | Riepilogo quotidiano | Riepilogo quotidiano | Riepilogo quotidiano | Riepilogo quotidiano |
| -------------------- | -------------------- | -------------------- | -------------------- | -------------------- | -------------------- |
| Giorno               | Data                 |                      |                      |                      | Totale               |
| 1º                   | 10                   | 0                    | 0                    | 0                    | 0                    |
| 2º                   | 11                   | 0                    | 0                    | 0                    | 0                    |
| 3º                   | 12                   | 0                    | 0                    | 0                    | 0                    |
| 4º                   | 13                   | 0                    | 0                    | 0                    | 0                    |
| 5º                   | 14                   | 0                    | 0                    | 0                    | 0                    |
| 6º                   | 15                   | 0                    | 0                    | 0                    | 0                    |
| 7º                   | 16                   | 0                    | 0                    | 0                    | 0                    |
| 8º                   | 17                   | 1                    | 0                    | 0                    | 0                    |
| 9º                   | 18                   | 0                    | 0                    | 0                    | 0                    |
| 10º                  | 19                   | 0                    | 0                    | 1                    | 1                    |
| 11º                  | 20                   | 0                    | 0                    | 0                    | 0                    |
| 12º                  | 21                   | 0                    | 0                    | 0                    | 0                    |
| 13º                  | 22                   | 0                    | 0                    | 0                    | 0                    |
| 14º                  | 23                   | 0                    | 0                    | 0                    | 0                    |
| 15º                  | 24                   | 0                    | 0                    | 0                    | 0                    |
| 16º                  | 25                   | 0                    | 0                    | 0                    | 0                    |
| Totale               | Totale               | 1                    | 0                    | 1                    | 2                    |

### Medagliere per discipline
| Sport             | Oro | Argento | Bronzo | Totale |
| ----------------- | --- | ------- | ------ | ------ |
| Salto con gli sci | 1   | 0       | 1      | 2      |
| Totale            | 1   | 0       | 1      | 2      |

### Medaglie d'oro
| Medaglia | Nome        | Sport             | Evento           |
| -------- | ----------- | ----------------- | ---------------- |
| Oro      | Kamil Stoch | Salto con gli sci | Trampolino lungo |

### Medaglie di bronzo
| Medaglia | Nome                                             | Sport             | Evento         |
| -------- | ------------------------------------------------ | ----------------- | -------------- |
| Bronzo   | Maciej Kot Stefan Hula Dawid Kubacki Kamil Stoch | Salto con gli sci | Gara a squadre |

## Biathlon

### Femminile
La Polonia ha diritto a schierare 5 atlete in seguito ad aver terminato tra la sesta e la ventesima posizione del ranking femminile per nazioni della Coppa del Mondo di biathlon 2017.
| Gara                      | Atleta                                                              | Penalità    | Tempo d'arrivo | Posizione |
| ------------------------- | ------------------------------------------------------------------- | ----------- | -------------- | --------- |
| 7,5 km sprint             | Krystyna Guzik                                                      | 1 (1+0)     | 22'42"3        | 28ª       |
| 7,5 km sprint             | Magdalena Gwizdoń                                                   | 3 (0+3)     | 23'35"7        | 56ª       |
| 7,5 km sprint             | Monika Hojnisz                                                      | 3 (1+2)     | 23'20"6        | 45ª       |
| 7,5 km sprint             | Weronika Nowakowska                                                 | 2 (1+1)     | 23'03"2        | 34ª       |
| 10 km inseguimento        | Krystyna Guzik                                                      | 4 (1+1+1+1) | 34'24"3        | 36ª       |
| 10 km inseguimento        | Magdalena Gwizdoń                                                   | 5 (1+2+2+0) | 36'37"0        | 49ª       |
| 10 km inseguimento        | Monika Hojnisz                                                      | 4 (1+1+2+0) | 35'05"6        | 43ª       |
| 10 km inseguimento        | Weronika Nowakowska                                                 | 2 (0+1+1+0) | 33'46"2        | 30ª       |
| 15 km individuale         | Krystyna Guzik                                                      | 4 (1+0+2+1) | 46'49"5        | 52ª       |
| 15 km individuale         | Magdalena Gwizdoń                                                   | 8 (1+2+3+2) | 51'49"7        | 83ª       |
| 15 km individuale         | Monika Hojnisz                                                      | 1 (0+1+0+0) | 43'02"0        | 6ª        |
| 15 km individuale         | Weronika Nowakowska                                                 | 2 (0+0+0+2) | 44'34"6        | 21ª       |
| 12,5 km partenza in linea | Monika Hojnisz                                                      | 0 (0+0+0+0) | 36'59"2        | 15ª       |
| Staffetta 4x6 km          | Monika Hojnisz Magdalena Gwizdoń Krystyna Guzik Weronika Nowakowska | 14 (3+11)   | 1h12'47"0      | 7ª        |

### Maschile
La Polonia ha diritto a schierare 2 atleti in seguito ad aver terminato oltre la ventiduesima posizione del ranking maschile per nazioni della Coppa del Mondo di biathlon 2017.
| Gara                 | Atleta                 | Penalità    | Tempo d'arrivo | Posizione |
| -------------------- | ---------------------- | ----------- | -------------- | --------- |
| 10 km sprint         | Grzegorz Guzik         | 2 (0+2)     | 25'52"2        | 59º       |
| 10 km sprint         | Andrzej Nędza-Kubiniec | 2 (2+0)     | 25'59"2        | 67º       |
| 12,5 km inseguimento | Grzegorz Guzik         | 6 (2+1+2+1) | 39'07"3        | 56º       |
| 20 km individuale    | Grzegorz Guzik         | 2 (0+0+1+1) | 51'51"8        | 33º       |
| 20 km individuale    | Andrzej Nędza-Kubiniec | 5 (2+1+1+1) | 55'39"9        | 79º       |

### Gare miste
| Gara                        | Atleti                                                             | Penalità | Tempo d'arrivo | Posizione |
| --------------------------- | ------------------------------------------------------------------ | -------- | -------------- | --------- |
| Staffetta 2x6 km + 2x7,5 km | Magdalena Gwizdoń Kamila Żuk Andrzej Nędza-Kubiniec Grzegorz Guzik | 8 (0+8)  | 1h12'17"9      | 16        |

## Bob
La Polonia ha qualificato nel bob due equipaggi: uno nel bob a due maschile e uno nel bob a quattro maschile, per un totale di cinque atleti.
| Gara                   | Equipaggio                                                      | 1ª manche | 2ª manche | 3ª manche | 4ª manche       | Totale  | Posizione |
| ---------------------- | --------------------------------------------------------------- | --------- | --------- | --------- | --------------- | ------- | --------- |
| Bob a due maschile     | Mateusz Luty Krzysztof Tylkowski                                | 49"87     | 50"10     | 49"92     | non qualificati | 2'29"89 | 24        |
| Bob a quattro maschile | Mateusz Luty Arnold Zdebiak Grzegorz Kossakowski Łukasz Miedzik | 49"04     | 49"59     | 49"46     | 49"80           | 3'17"89 | 13        |

## Combinata nordica
La Polonia ha qualificato nella combinata nordica un totale di quattro atleti.
| Gara               | Atleta            | Salto     | Salto | Salto     | Fondo   | Fondo            | Posizione |
| Gara               | Atleta            | Lunghezza | Punti | Posizione | Tempo   | Tempo + distacco | Posizione |
| ------------------ | ----------------- | --------- | ----- | --------- | ------- | ---------------- | --------- |
| Trampolino normale | Adam Cieślar      | 81,0 m    | 68,7  | 44º       | 25'30"7 | 29'38"7          | 42º       |
| Trampolino normale | Szczepan Kupczak  | 97,0 m    | 96,8  | 20º       | 26'47"6 | 29'02"6          | 39º       |
| Trampolino normale | Wojciech Marusarz | 79,5 m    | 61,3  | 45º       | 26'50"5 | 31'27"5          | 47º       |
| Trampolino normale | Paweł Słowiok     | 92,5 m    | 88,3  | 32º       | 24'37"6 | 27'26"6          | 22º       |
| Trampolino lungo   | Adam Cieślar      | 119,0 m   | 89,8  | 33º       | 24'07"4 | 27'23"4          | 33º       |
| Trampolino lungo   | Szczepan Kupczak  | 129,0 m   | 122,1 | 12º       | 25'34"3 | 26'41"3          | 259º      |
| Trampolino lungo   | Wojciech Marusarz | 114.0 m   | 82,3  | 39º       | DNF     | DNF              | DNF       |
| Trampolino lungo   | Paweł Słowiok     | 119,5 m   | 93,2  | 32º       | 24'13"3 | 27'16"3          | 29º       |
| Gara a squadre     | Wojciech Marusarz | 114,0 m   | 337,2 | 8ª        | 48'28"8 | 51'24"8          | 9ª        |
| Gara a squadre     | Paweł Słowiok     | 107,0 m   | 337,2 | 8ª        | 48'28"8 | 51'24"8          | 9ª        |
| Gara a squadre     | Adam Cieślar      | 121,5 m   | 337,2 | 8ª        | 48'28"8 | 51'24"8          | 9ª        |
| Gara a squadre     | Szczepan Kupczak  | 130,0 m   | 337,2 | 8ª        | 48'28"8 | 51'24"8          | 9ª        |

## Pattinaggio di figura
La Polonia ha qualificato nel pattinaggio di figura due atleti, un uomo e una donna, in seguito ai Campionati mondiali di pattinaggio di figura 2017.
| Gara  | Atleta                            | Programma corto | Programma corto | Programma libero | Programma libero | Totale | Totale    |
| Gara  | Atleta                            | Punti           | Posizione       | Punti            | Posizione        | Punti  | Posizione |
| ----- | --------------------------------- | --------------- | --------------- | ---------------- | ---------------- | ------ | --------- |
| Danza | Natalia Kaliszek Maksym Spodyriev |                 |                 |                  |                  |        |           |

## Pattinaggio di velocità
| Gara   | Atleta                   | Tempo   | Tempo   | Tempo   | Posizione |
| ------ | ------------------------ | ------- | ------- | ------- | --------- |
| 1000 m | Karolina Bosiek          | 1'18"53 | 1'18"53 | 1'18"53 | 29ª       |
| 1000 m | Natalia Czerwonka        | 1'15"77 | 1'15"77 | 1'15"77 | 12ª       |
| 1500 m | Katarzyna Bachleda-Curuś | 1'58"53 | 1'58"53 | 1'58"53 | 13ª       |
| 1500 m | Natalia Czerwonka        | 1'57"85 | 1'57"85 | 1'57"85 | 9ª        |
| 1500 m | Luiza Złotkowska         | 1'58"99 | 1'58"99 | 1'58"99 | 17ª       |
| 3000 m | Katarzyna Bachleda-Curuś | 4'12"57 | 4'12"57 | 4'12"57 | 17ª       |
| 3000 m | Karolina Bosiek          | 4'12"44 | 4'12"44 | 4'12"44 | 16ª       |
| 3000 m | Luiza Złotkowska         | 4'09"69 | 4'09"69 | 4'09"69 | 14ª       |

| Gara   | Atleta              | Tempo   | Tempo   | Tempo   | Posizione |
| ------ | ------------------- | ------- | ------- | ------- | --------- |
| 1500 m | Zbigniew Bródka     | 1'46"31 | 1'46"31 | 1'46"31 | 12º       |
| 1500 m | Konrad Niedźwiedzki | 1'47"07 | 1'47"07 | 1'47"07 | 20º       |
| 1500 m | Jan Szymański       | 1'46"48 | 1'46"48 | 1'46"48 | 16º       |
| 5000 m | Adrian Wielgat      | 6'31"71 | 6'31"71 | 6'31"71 | 22º       |

## Salto con gli sci
La Polonia ha qualificato nel salto con gli sci cinque atleti, tutti uomini(*).

### Uomini
| Gara               | Atleta                                           | Qualificazioni | Qualificazioni | Qualificazioni | Finale                          | Finale      | Finale      | Finale                          | Finale          | Finale          | Finale          | Finale          |
| Gara               | Atleta                                           | Qualificazioni | Qualificazioni | Qualificazioni | Primo salto                     | Primo salto | Primo salto | Secondo salto                   | Secondo salto   | Secondo salto   | Punti totali    | Posizione       |
| Gara               | Atleta                                           | Lunghezza      | Punti          | Pos.           | Lunghezza                       | Punti       | Pos.        | Lunghezza                       | Punti           | Pos.            | Punti totali    | Posizione       |
| ------------------ | ------------------------------------------------ | -------------- | -------------- | -------------- | ------------------------------- | ----------- | ----------- | ------------------------------- | --------------- | --------------- | --------------- | --------------- |
| Trampolino normale | Stefan Hula                                      | 100,5 m        | 122,7          | 9º Q           | 111,0 m                         | 131,8       | 1º          | 105,5 m                         | 117,0           | 11º             | 248,8           | 5º              |
| Trampolino normale | Maciej Kot                                       | 99,0 m         | 122,0          | 11º Q          | 99,0 m                          | 109,6       | 20º         | 102,0 m                         | 107,4           | 18º             | 217,0           | 19º             |
| Trampolino normale | Dawid Kubacki                                    | 104,5 m        | 129,6          | 3º Q           | 88,0 m                          | 92,0        | 35º         | non qualificato                 | non qualificato | non qualificato | non qualificato | non qualificato |
| Trampolino normale | Kamil Stoch                                      | 104,0 m        | 131,7          | 2º Q           | 106,5 m                         | 125,9       | 2º          | 105,5 m                         | 123,4           | 6º              | 249,3           | 4º              |
| Trampolino lungo   | Stefan Hula                                      | 127,0 m        | 110,4          | 18º Q          | 132,0 m                         | 131,2       | 12º         | 129,5 m                         | 122,2           | 16º             | 253,4           | 15º             |
| Trampolino lungo   | Maciej Kot                                       | 138,0 m        | 124,8          | 8º Q           | 128.5 m                         | 124.2       | 17º         | 129.5 m                         | 120.4           | 18º             | 244.6           | 19º             |
| Trampolino lungo   | Dawid Kubacki                                    | 127,0 m        | 114,7          | 14º Q          | 134,5 m                         | 137,4       | 5º          | 126,0 m                         | 120,6           | 17º             | 258,0           | 10º             |
| Trampolino lungo   | Kamil Stoch                                      | 131,5 m        | 125,6          | 7º Q           | 135,0 m                         | 143,8       | 1º          | 136,5 m                         | 141,9           | 3º              | 285,7           |                 |
| Gara a squadre     | Maciej Kot Stefan Hula Dawid Kubacki Kamil Stoch | N.D.           | N.D.           | N.D.           | 129,5 m 130,0 m 138,5 m 139,0 m | 540,9       | 3ª          | 133,0 m 134,0 m 135,5 m 134,5 m | 531,5           | 3ª              | 1072,4          |                 |

(*) Era presente anche Piotr Żyła, ma non ha partecipato alle competizioni.

## Short track
La Polonia ha qualificato nello short track quattro atleti, un uomo e tre donne.

### Uomini
| Gara  | Atleta              | Batterie | Batterie  | Quarti di finale | Quarti di finale | Semifinali | Semifinali | Finale | Finale    |
| Gara  | Atleta              | Tempo    | Posizione | Tempo            | Posizione        | Tempo      | Posizione  | Tempo  | Posizione |
| ----- | ------------------- | -------- | --------- | ---------------- | ---------------- | ---------- | ---------- | ------ | --------- |
| 500 m | Quota non assegnata |          |           |                  |                  |            |            |        |           |

### Donne
| Gara   | Atleta              | Batterie | Batterie  | Quarti di finale | Quarti di finale | Semifinali | Semifinali | Finale | Finale    |
| Gara   | Atleta              | Tempo    | Posizione | Tempo            | Posizione        | Tempo      | Posizione  | Tempo  | Posizione |
| ------ | ------------------- | -------- | --------- | ---------------- | ---------------- | ---------- | ---------- | ------ | --------- |
| 500 m  | Quota non assegnata |          |           |                  |                  |            |            |        |           |
| 1000 m | Quota non assegnata |          |           |                  |                  |            |            |        |           |
| 1000 m | Quota non assegnata |          |           |                  |                  |            |            |        |           |
| 1500 m | Quota non assegnata |          |           |                  |                  |            |            |        |           |

## Slittino
La Polonia ha qualificato nello slittino un totale di sei atleti: due nel singolo uomini, due nel singolo donne e due nel doppio, ottenendo così anche l'ammissione nella gara a squadre.
| Gara              | Atleta                                                               | 1ª manche            | 2ª manche            | 3ª manche          | 4ª manche       | Totale   | Posizione |
| ----------------- | -------------------------------------------------------------------- | -------------------- | -------------------- | ------------------ | --------------- | -------- | --------- |
| Singolo femminile | Ewa Kuls-Kusyk                                                       | 47"037               | 46"933               | 47"212             | non qualificata | 2'21"182 | 20ª       |
| Singolo femminile | Natalia Wojtuściszyn                                                 | 49"133               | 46"736               | 47"290             | non qualificata | 2'23"159 | 25ª       |
| Singolo maschile  | Maciej Kurowski                                                      | 48"103               | 48"467               | 48"158             | 48"885          | 3'12"613 | 19º       |
| Singolo maschile  | Mateusz Sochowicz                                                    | 49"047               | 48"203               | 48"930             | non qualificato | 2'26"180 | 27º       |
| Gara              | Atleta                                                               | 1ª manche            | 1ª manche            | 2ª manche          | 2ª manche       | Totale   | Posizione |
| Doppio            | Wojciech Chmielewski Jakub Kowalewski                                | 46"609               | 46"609               | 46"478             | 46"478          | 1'33"087 | 12º       |
| Gara              | Atleta                                                               | 1ª frazione sing. f. | 2ª frazione sing. m. | 3ª frazione doppio | Totale          | Totale   | Posizione |
| Gara a squadre    | Ewa Kuls-Kusyk Maciej Kurowski Wojciech Chmielewski Jakub Kowalewski | 47"711               | 49"134               | 49"568             | 2'26"413        | 2'26"413 | 8ª        |